# Albatross (automerk)
Albatross was een Amerikaans automerk.
De firma wilde een sportauto produceren, op basis van een Mercury-chassis. De auto was gebaseerd op een tekening van Peter Arno. De auto was een zeer gestroomlijnd model. Of de auto daadwerkelijk geproduceerd is, is niet bekend.